# 武尔派
武尔派（法語：Voulpaix，法語發音：[vulpɛ]）是法国上法蘭西大區埃纳省的一个市镇，属于韦尔万区。

## 地理
武尔派（49°50'21"N, 3°49'50"E）面积11.55 平方千米，位于法国上法蘭西大區埃纳省，该省份为法国北部内陆省份，北起北部省，西接索姆省和瓦兹省，东临阿登省和马恩省，西南至塞纳-马恩省，东北部与比利时接壤。
与武尔派接壤的市镇（或旧市镇、城区）包括：方丹莱韦尔万、热尔西、欧蒂翁、莱尼、勒梅、圣皮埃尔-莱弗朗克维尔、拉瓦莱欧布莱。

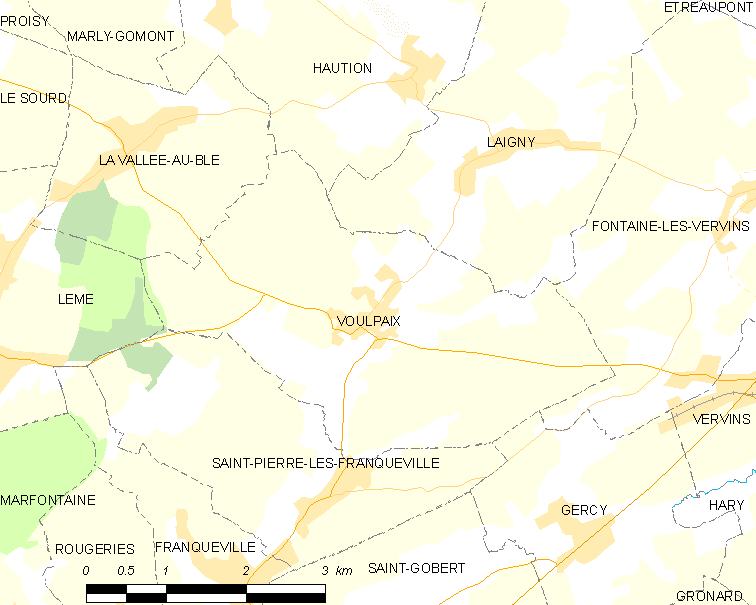
武尔派的OSM定位图

武尔派的时区为UTC+01:00、UTC+02:00（夏令时）。

## 行政
武尔派的邮政编码为02140，INSEE市镇编码为02826。

## 政治
武尔派所属的省级选区为马尔勒县。

## 人口

1962-2008年间武尔派人口变化图示

武尔派于2022年1月1日时的人口数量为348人。